# فرودگاه ایگلولیک
فرودگاه ایگلولیک (به انگلیسی: Igloolik Airport) یک فرودگاه همگانی باربری با کد یاتا YGT است که یک باند فرود شن دارد و طول باند آن ۱۲۴۸ متر است. این فرودگاه در کشور کانادا قرار دارد و در ارتفاع ۵۳ متری از سطح دریا واقع شده‌است.